# Летњиковац Маврокордато
Летњиковац Маврокордато познат и као „Јовановићев салаш”, подигао је двадесетих година 20. века руски кнез Георгије Димитријевич Маврокордато. Крајем двадесетог века, услед немара и неодржавања, дворац је потпуно срушен.
Георгије је по завршетку студија на Петровградском универзитету био постављен за секретара царског генералног конзулата у Будимпешти. У то време оженио се са Катарином Јовановић, кћерком сенатора Стевана Јовановића из Хајдучице и унуком Лазара Дунђерског.
Дворац је био подигнут кнежевом имању „Дубоко”, који се својом лепотом мерио са најлепшим дворцима из тог доба. Имање се налазило на територије Велике Кикинде, које још данас постоји, са десне стране пута према Банатској Тополи. Кнез и кнегиња су живели у њему после Октобарске револуције и бораве у њему, помажући руској емиграцији. 

## Изглед
Дворац је био саграђен у неокласицистичком стилу и по изгледу је подсећао највише на дворац Дунђерских у Челареву. Имао је елементе барока и представљао фантастични склоп стилова. Летњиковац је имао улаз са јонским стубовима. Изнад архитрава-главне греде је тампон-троугласти простор украшен рељефом, као карактеристика грчких храмова. На њему се налазио лични грб кнеза. На врху централног дела налазила се купола, архитектонски елемент барока, који се може видети и на дворцу Маврокордато у Одеси. Делови дворца који су се налазили лево и десно од централног, имали су кров са терасом по којој се могло шетати. Фасада је имала орнаменте који су урађени по узору на дом Маврокордато у Одеси у коме је кнез живео. Унутрашњост централне одаје чинио је под од белих и црних плочица у облику шаха. Грађани тога доба се сећају руске заставе која се простирала од пода до плафона и портрета Руског Цара исте величине. 
Летњиковац је имао струју, водовод, канализацију и централно грејање са топлом водом. Био је окружен вртом са многим егзотичним биљним врстама. У куполи, на централном делу се налазио телескоп, а у летњиковцу модерни апарати које су многи тада први пут видели. 
Испред улаза у летњиковац налазио се велики ружичњак, а иза њега правоугаони базен. Око улаза било је посађено украсно жбуње и четинари. Постојала је сличност уређења улаза између дворца „Безереди” у Челареву и летњиковца Маврокордато. Дворац у Челареву био је у власништву Катарининог деде, Лазара Дунђерског, а у њему је често обитавала свима позната Ленка Дунђерски. Врт се налазио са предње стране и био је уређен дрворедима са широким размаком садње. Стазе за комуникацију биле су оивичене живом оградом. У врту су се могле наћи за то време многобројне аутохтоне као и егзотичне биљне врсте. 
Након кнежеве смрти, 1939. године, у току и за време Другог светског рата, имање, врт и летњиковац су одузети и аграрном реформом припали пољопривредном предузећу „Галад”. До 1970. године у летњиковцу је била управна зграда, па је он делимично и одржаван. Након што је управна зграда исељена, дворац су почели да руше грађани и користе његову грађу за своје потребе. Деведесетих година двадесетог века био је присутан централни део дворца. Данас постоје само четири стуба, забат и део темеља, који су потпуно зарасли у коров. Некадашњи парк изузетне лепоте сада је густа и непроходна шума.